# Portefraes

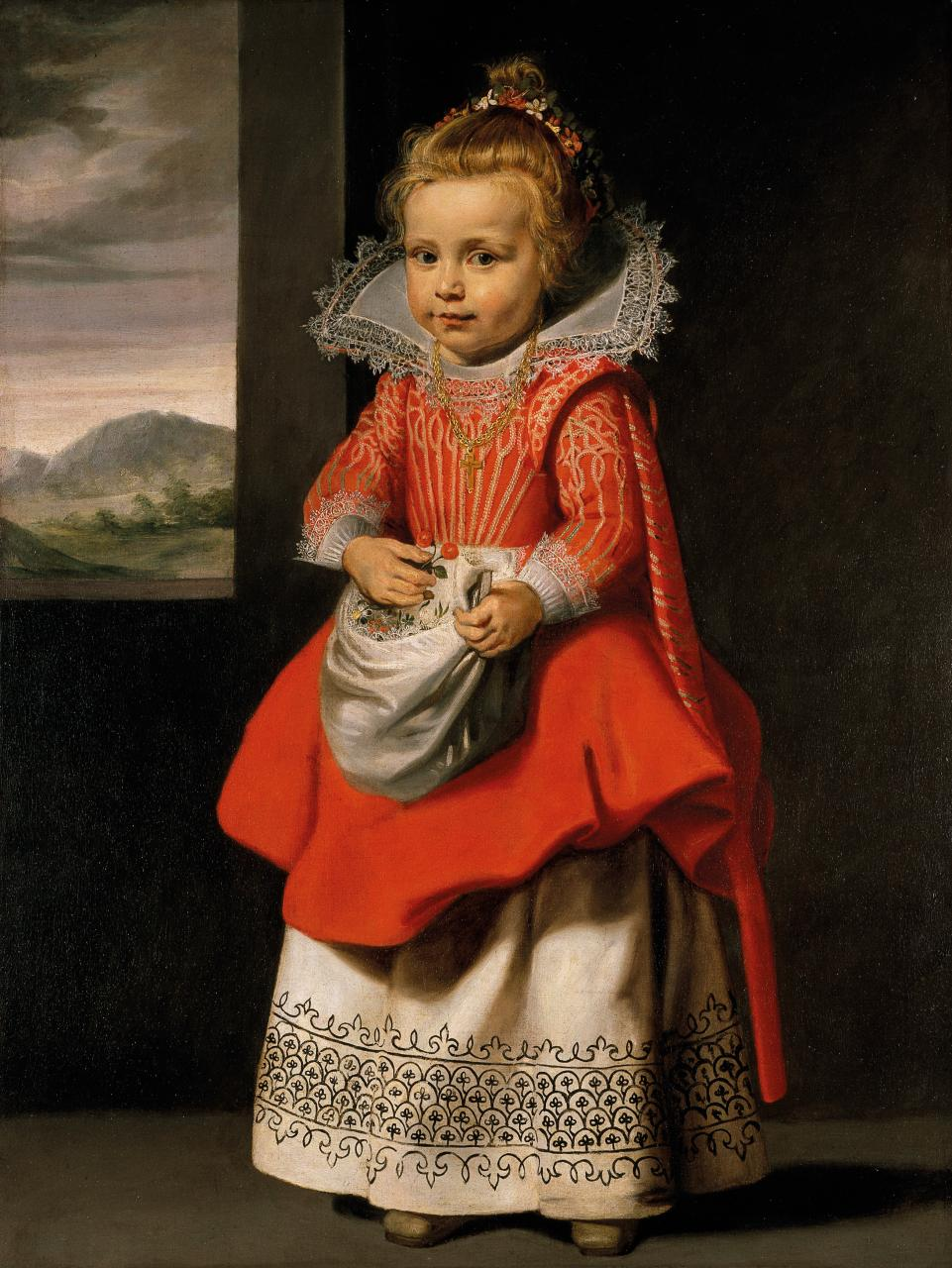
Magdalena de Vos, geschilderd door Cornelis de Vos

Een portefraes is een onderdeel van de kleding voor meisjes uit de zestiende en zeventiende eeuw.
Het is een metalen constructie ter ondersteuning van de in de nek hoogopstaande kraag. Het komt veel voor op kinderportretten, zoals op het portret dat de schilder Cornelis de Vos van zijn dochter Magdalena maakte in 1623-1624.